# Новоингулка
Новоингулка (укр. Новоінгулка) — село в Новоодесском районе Николаевской области Украины.
Основано в 1815 году. Население по переписи 2001 года составляло 704 человек. Почтовый индекс — 56655. Телефонный код — 5167. Занимает площадь 1,214 км².
В селе находится храм во имя Святых Петра и Павла.

## Местный совет
56654, Николаевская обл., Новоодесский р-н, с. Кандыбино, ул. Горького, 22